# حريق مبنى جوهانسبرج 2023
اندلع حريق في مبنى استيطان عشوائي في جوهانسبرج، جنوب أفريقيا؛ في 31 أغسطس 2023، قرابة الساعة 01:30 بتوقيت جنوب إفريقيا، قُتل في الحادث 77 شخصًا وأصيب 88 آخرون. ويُعد هذا أحد أكثر الحرائق فتكًا في تاريخ جنوب إفريقيا.

## الأحداث
وقع الحريق في المنطقة التجارية المركزية في مبنى مهجور مكون من خمسة طوابق مملوك لحكومة المدينة على زاوية شارعي ديلفرز وألبرت. كان المبنى قد استولت عليه عصابات بطريقة غير قانونية، حيث يسكنه ما يصل إلى 400 من الأشخاص الفقراء - كثير منهم من الرعايا الأجانب والمهاجرين الاقتصاديين وطالبي اللجوء - وجميعهم كانوا يدفعون إيجار لرجال العصابات. واندلع الحريق في الساعات الأولى من صباح يوم 31 أغسطس 2023، ولا يُعرف سبب الحريق حاليًا. وانتشر الحريق في جميع أنحاء المبنى، مما أدى إلى محاصرة العديد من الأشخاص بسبب الحواجز والبوابات الهشة بين الغرف المؤقتة التي بناها السكان.
وقفز العديد من السكان من نوافذ المبنى هربًا، ولم ينج بعضهم من القفزة. وعثر رجال الإطفاء على جثث متراكمة حيث ماتوا عند بوابة مغلقة في الطابق الأرضي أثناء محاولتهم الخروج من المبنى المحترق.

## المبنى
بُني المبنى، 80 شارع ألبرت، في عام 1954 ليكون المكتب الرئيسي لإدارة الشؤون غير الأوروبية في جوهانسبرج، ليكون مكتبًا لتصاريح المرور لإنفاذ قوانين المرور التي تتحكم في حركة السود إلى جوهانسبرج في ظل نظام الفصل العنصري. منذ عام 1994، أصبح المبنى يضم مأوى للنساء أطلق عليه فيما بعد مأوى أوسينديسو للنساء. في عام 2019، نقل عضو لجنة البلدية للصحة والتنمية الاجتماعية، مفو فالاتسي، عيادة موجودة من المبنى، حيث جرى احتلال المبنى من قِبل واضعي اليد وتبين أنه غير آمن.
وكان بالمبنى لافتة تاريخية تحكي تاريخه.

## الاستجابة
لفت الحريق الانتباه إلى مئات المباني التي بها استيطان عشوائي في منطقة الأعمال المركزية بجوهانسبرج، والتي عادة ما تكون مكتظة وغير منظمة ويسكنها فقراء ومهمشون بما في ذلك عدد كبير من المهاجرين غير الشرعيين إلى جوهانسبرج، التي تُعد المركز الاقتصادي لجنوب إفريقيا.
زار الرئيس سيريل رامافوسا موقع المأساة في 31 أغسطس، ووصفها بأنها "نداء الاستيقاظ". أعلن رئيس وزراء جوتنج بانيازا ليسوفي عن إجراء تحقيق في الحريق. بينما ألقى المسؤولون الحكوميون اللوم في الأزمة على المنظمات غير الحكومية، التي منعت المحاولات السابقة لإخلاء الشاغلين من عقارات مماثلة، جادلت المنظمات غير الحكومية وأصحاب العقارات داخل المدينة بأنه من واجب مدينة جوهانسبرج الحفاظ على المباني وتقديم الخدمات وإنفاذ لوائح السلامة. وقد قضت محاكم جنوب أفريقيا باستمرار بأن عمليات الإخلاء لا يمكن أن تتم إلا إذا جرى توفير سكن بديل بموجب أحكام قانون منع الإخلاء غير القانوني لعام 1998.
رفض بعض السكان الذين نجوا من الحريق ركوب الحافلات لنقلهم إلى أماكن إقامة الطوارئ في قاعات المجتمع بعد الحريق، خوفًا من أن يستخدم المسؤولون عملية النقل كذريعة للترحيل، وعدم رغبتهم في ترك بقايا ممتلكاتهم المحروقة في المبنى.

## روابط خارجية
- حريق جنوب أفريقيا: ما هي مباني الاستيطان العشوائي في جوهانسبرج؟ – بي بي سي نيوز، 31 أغسطس 2023